# Queen Stars Brasil
Queen Stars Brasil é um talent show brasileiro de competição, produzido pela Endemol Shine Brasil para a HBO Max. O programa apresenta Pabllo Vittar e Luísa Sonza na busca pelo trio formado pelas drag queens mais talentosas do país. Pabllo e Luísa desempenham o papel de apresentadoras, mentoras e juradas, pois as participantes recebem desafios diferentes a cada episódio. Queen Stars Brasil possui um painel de jurados compostos por Tiago Abravanel, Vanessa da Mata e Diego Timbó. A cada episódio, há um outro jurado convidado, que critica o progresso das concorrentes ao longo da competição.

## Formato
O reality show apresenta ao público uma competição entre 20 drag queens que buscam o pódio pop ao longo de oito episódios. Nos dois primeiros episódios do reality, 5 participantes são eliminadas da competição e a partir do terceiro episódio, uma virada no jogo com o chamado "trio queen stars". A cada semana, o trio muda conforme as três melhores apresentações do episódio. O trio decide qual queen dentre as restantes eles querem ver na berlinda e junto a isso ocorre uma votação (exceto o trio queen stars) onde a queen mais votada vai para a berlinda com a escolhida pelo top 3; caso haja empate, o poder volta para as mãos do trio. O objetivo do reality é formar o primeiro trio pop de drag queens e isso é alcançado no episódio final, onde do top 5 apenas 3 se consagram o verdadeiro trio queen stars. Além de serem coroadas, cada integrante do trio recebe o valor de R$ 100.000 e um contrato com a gravadora Universal Music Brasil.

## Programa
- Pabllo Vittar como apresentadora
- Luísa Sonza como apresentadora
- Tiago Abravanel como jurado
- Vanessa da Mata como jurada
- Diego Timbó como jurado

## Participantes
| Participante           | Origem                          | Resultado  |
| ---------------------- | ------------------------------- | ---------- |
| Diego Martins          | Campinas, São Paulo             | Vencedoras |
| Leyllah Diva Black     | São Paulo, São Paulo            | Vencedoras |
| Reddy Allor            | Olímpia, São Paulo              | Vencedoras |
| Arquiza                | João Pessoa, Paraíba            | Finalistas |
| Wes                    | Taquara, Rio Grande do Sul      | Finalistas |
| Katha Maathai          | Teixeira de Freitas, Bahia      | 6º lugar   |
| Sasha Zimmer           | São Paulo, São Paulo            | 7º lugar   |
| Ashilley Extravaganzza | Rio Claro, São Paulo            | 8º lugar   |
| Ravell                 | Juiz de Fora, Minas Gerais      | 9º lugar   |
| DaCota Monteiro        | Ribeirão Preto, São Paulo       | 10º lugar  |
| Aimée Lumière          | São Paulo, São Paulo            | 11º lugar  |
| Fabio Chiamenti        | Sombrio, Santa Catarina         | 11º lugar  |
| Mercedez Vulcão        | São Paulo, São Paulo            | 11º lugar  |
| Naja White             | São Paulo, São Paulo            | 11º lugar  |
| Ohana Azalee           | Rio de Janeiro, Rio de Janeiro  | 11º lugar  |
| Divanna Kahanna Montez | São Paulo, São Paulo            | 16º lugar  |
| Ivana Conda            | Rio de Janeiro, Rio de Janeiro  | 16º lugar  |
| Luka Cortez            | São Paulo, São Paulo            | 16º lugar  |
| Luwi Bloom             | Valparaíso de Goiás, Goiás      | 16º lugar  |
| Sarah Vika             | Porto Alegre, Rio Grande do Sul | 16º lugar  |